# Соната для кларнета і фортепіано (Пуленк)
Соната для кларнета і фортепіано — один з останніх творів Франсіса Пуленка, написаний в 1962 році. Один з найпопулярніших творів в репертуарі сучасних кларнетистів.
Соната присвячена пам'яті Артюра Онеггера і вперше виконана 10 квітня 1963 року (три місяці після смерті самого Пуленка) в Карнегі-холі (Нью-Йорк). Партію кларнета виконував Бенні Гудмен, партію фортепіано — Леонард Бернстайн.
Першими виконавцями цього твору в СРСР були Лев Михайлов і Марія Юдіна.
Твір складається з трьох частин:
1. Allegro tristamente (Allegretto — Très calme — Tempo allegretto)
2. Romanza (Très calme)
3. Allegro con fuoco (Très animé)

Ця соната — друга в циклі сонат Пуленка для духових інструментів і фортепіано разом з Сонатою для флейти (1956) і Сонатою для гобоя (1962).